# Aki-Matilda Høegh-Dam
Aki-Matilda Høegh-Dam (ur. 17 października 1996 r. w Hillerød) – grenlandzka polityczka, parlamentarzystka, reprezentantka Grenlandii w Folketinget.

## Życiorys
Urodziła się 17 października 1996 r. w Hillerød jako córka rybaka Kima Høegh-Dama i nauczycielki Bitten Høegh-Dam i pochodzi z mieszanej rodziny duńsko-grenlandzkiej. Ma dwóch braci i przyrodnią siostrę. Chociaż urodziła się w Danii, wychowywała na Grenlandii. Absolwentka grenlandzkiego liceum Sisimiut & Nuuk (2014 r.). W 2015 r. była finalistką konkursu Miss Denmark 2015 i zajęła w nim szóste miejsce. W 2019 r. ukończyła studia politologiczne na Uniwersytecie Kopenhaskim.
Wcześniej już jako studentka pracowała dla partii Siumut w grenlandzkim parlamencie Inatsisartut w latach 2014-2015, a potem do 2016 r. była zatrudniona przez partię w duńskim parlamencie w Kopenhadze. Kolejny rok pracowała dla biura UNICEF w Kopenhadze. W latach 2018-2019 była drugą wiceprzewodniczącą partyjnej młodzieżówki Siumut Ungdom. Od 2020 r. zasiada w zarządzie Siumut.
Członkini duńskiego parlamentu Folketinget z ramienia partii Siumut od 5 czerwca 2019 r. W 2023 r. podczas jednego z posiedzeń Høegh-Dam przemawiała po grenlandzku i odmówiła przejścia na język duński, tłumaczą to tym, że grenlandzki jest jej językiem ojczystym. Pod wpływem jej wystąpienia duński parlament zmienił swój regulamin, dopuszczając użycie języka grenlandzkiego, jednak zobowiązał posłów do natychmiastowego tłumaczenia wypowiedzi na język duński. Bliski jest jej temat duńskiej kolonizacji Grenlandii i praw rdzennych mieszkańców wyspy. Opowiada się za zwiększeniem autonomii Grenlandii, ale popiera także docelowo ideę niepodległości wyspy. W parlamencie pełniła w latach 2019-2021 oraz ponownie od 2023 r. funkcję przewodniczącej komisji ds. Grenlandii, natomiast w latach 2021-2022 była jej wiceprzewodniczącą. Ponadto zasiadała m.in. w komisji spraw zagranicznych, komisji ds. imigracji i integracji, komisji prawnej oraz w zgromadzeniu parlamentarnym NATO.